# رام کارتریج

یک رام کارتریج گیم‌بوی ادوانس بر روی یک رام کارتریج آتاری ۲۶۰۰

رام کارتریج (به انگلیسی: ROM cartridge) یک کارت حافظه جداشدنی محتوی یک حافظه فقط خواندنی (رام|ROM) معمولاً بر پایه حافظه فلش جهت ثبت اطلاعات است.
تمام بازی‌هایی که بر روی رام کارتریج عرضه شده‌اند پس از مدتی، با استفاده از دستگاه‌های مخصوص یک کپی از آن‌ها در فرمت یک فایل دیجیتال/کامپیوتری ایجاد شده‌است که به آن تصویر رام می‌گویند.
در خارج از ایران به این حافظه‌ها معمولاً کارتریج گفته می‌شود و در ایران معمولاً به آن‌ها نوار گفته می‌شود مانند نوار سگا، نوار میکرو.